# Dib Carneiro Neto
Dib Carneiro Neto (São José do Rio Preto, 21 de fevereiro de 1961) é um jornalista, dramaturgo e crítico teatral brasileiro. Começou a escrever críticas sobre teatro infantil em 14 de março de 1990 na revista Veja São Paulo. Foi editor-chefe do caderno de cultura do jornal O Estado de S. Paulo de 2003 a 2011. Atualmente, escreve críticas de teatro infantil para o site da revista Crescer e é responsável pelo site Pecinha É a Vovozinha.

## Obra
Em 2003, reuniu várias de suas críticas e lançou o livro Pecinha É a Vovozinha, expressão usou posteriormente em sua coluna na revista Crescer e em seu site sobre teatro infantil. Também escreveu peças para teatro, como Adivinhe Quem Vem para Rezar (encenada por Paulo Autran e Claudio Fontana, entre outros) e Salmo 91, além de adaptações dos livros Crônica da Casa Assassinada, de Lúcio Cardoso, e Depois Daquela Viagem, de Valéria Piassa Polizzi. Em 2014, lançou o livro Já Somos Grandes, reuniu textos de debates sobre teatro infantil, além de uma retrospectiva de 2001 a 2012 das principais temporadas apresentadas no período e uma série de entrevistas e críticas que publicou na imprensa. Em 2017, lançou o livro Imaginai! O Teatro de Gabriel Villela, sobre a vida do renomado diretor de teatro. O livro conta com depoimentos de Villela editados por Dib Carneiro Neto, além de fotos selecionadas por Rodrigo Audi.

## Prêmios
Em 2008, Dib Carneiro Neto ganhou o Prêmio Shell de melhor autor pela peça Salmo 91. Em 2018, ganhou o Prêmio Jabuti na categoria "Artes" pelo livro Imaginai! O Teatro de Gabriel Villela.